# 拉弗洛特
拉弗洛特（法語：La Flotte，法語發音：[la flɔt]）是法国滨海夏朗德省的一个市镇，位于该省西北部的雷岛上，属于拉罗谢尔区。

## 地理
拉弗洛特（46°11'13"N, 1°19'32"W）面积12.32 平方千米，位于法国新阿基坦大区滨海夏朗德省，该省份为法国西部滨海省份，北起旺代省，西临大西洋，南至吉倫特省，东南接多爾多涅省，东北接德塞夫勒省接壤，东临夏朗德省。
与拉弗洛特接壤的市镇（或旧市镇、城区）包括：勒布瓦普拉日昂雷、里沃杜普拉日、圣玛丽德雷、圣马丹德雷。

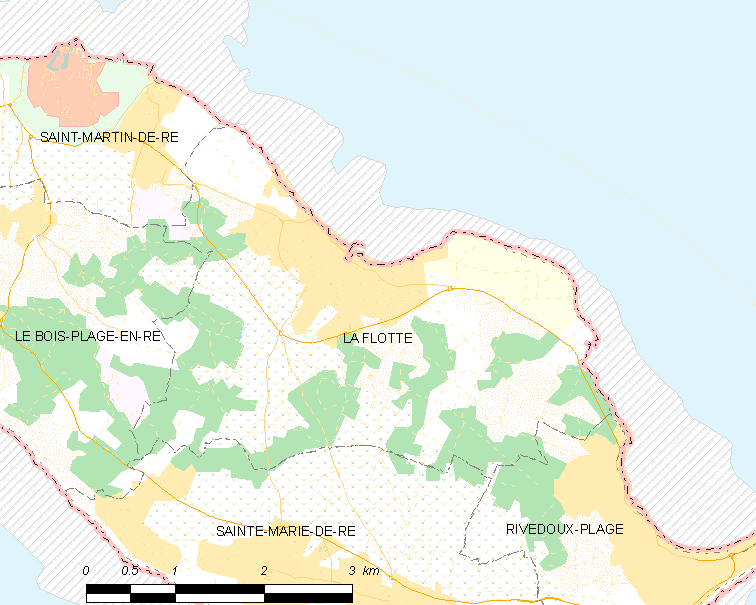
拉弗洛特的OSM定位图

拉弗洛特的时区为UTC+01:00、UTC+02:00（夏令时）。

## 行政
拉弗洛特的邮政编码为17630，INSEE市镇编码为17161。

## 政治
拉弗洛特所属的省级选区为雷岛县。

## 人口

1962-2008年间拉弗洛特人口变化图示

拉弗洛特于2022年1月1日时的人口数量为3131人。